# Jinxing
Jinxing (chinois : 金星 ; pinyin : jīnxīng ; litt. « étoile de métal ») est un des noms traditionnels donné à la planète Vénus en astronomie chinoise.

## Référence
- (en) Francis Richard Stephenson et David A. Green, Historical supernovae and their remnants, Oxford, Oxford University Press, 2002, 252 p. (ISBN 0198507666), pages 218 à 222.